# Saint-Pierre-le-Vieux (Seine-Maritime)
Saint-Pierre-le-Vieux é uma comuna francesa na região administrativa da Normandia, no departamento de Sena Marítimo. Estende-se por uma área de 7 km². Em 2010 a comuna tinha 197 habitantes (densidade: 28,1 hab./km²).